# Lac Steffen
Pour les articles homonymes, voir Steffen.
Le lac Steffen, en Argentine, est un lac andin d'origine glaciaire situé à l'ouest de la province de Río Negro, dans le département de Bariloche, en Patagonie. 

## Toponymie
Bien que le lac soit situé en Argentine, son nom rend hommage à l'un des premiers explorateurs de la région qui travailla, fin XIXe siècle, à la Comisión Demarcadora de Límites Argentino-chilenos (Commission démarcatrice des Frontières Argentino-chiliennes), et qui essaya d'obtenir l'incorporation de la zone dans le territoire chilien.

## Description

Carte du parc national Nahuel Huapi.

Le lac occupe le fond d'une étroite et profonde vallée. Il est orienté d'est en ouest.
Il se trouve au sein du parc national Nahuel Huapi, dans une région où la forêt de type andino-patagonique est restée intacte, sans être dégradée par des cultures, par l'urbanisation ou par des incendies. La végétation dominante est une forêt dense, de hauts coihues (Nothofagus dombeyi) et autres Nothofagaceae, avec un sous-bois constitué essentiellement de caña coligüe (Chusquea culeou). 
Le lac se trouve sur le parcours du río Manso, qui constitue à la fois son tributaire principal et son unique émissaire.

À la sortie du lac, le río Manso roule en moyenne 67 mètres cubes par seconde.
Depuis son extrémité occidentale, il n'y a qu'un kilomètre à parcourir pour atteindre le rebord est du lac Martín voisin, qui lui apporte ses eaux.
Comme tous les lacs du bassin versant du río Manso, le lac appartient au bassin de l'océan Pacifique.

## Accès
On accède au lac Steffen par la route nationale 40 (secteur allant d'El Bolsón à San Carlos de Bariloche) qui passe 6 à 7 kilomètres plus à l'est. Il est alors nécessaire de descendre (depuis 1000 m d'altitude jusqu'au niveau du lac) par un chemin difficile, effectuant une descente de plus de 400 m en moins de 7 km.
À mi-chemin, cette route longe la rive sud du petit lac Huala Hué.

## Tourisme - Pêche
C'est une destination idéale pour des touristes amateurs de territoires quasi vierges. Le lac est navigable, et n'est pas affecté par des vagues dangereuses, mais il est difficile d'y amener des embarcations. 
On y pratique aussi la pêche sportive de salmonidés. Les truites peuvent y atteindre de fort belles dimensions.